# Akodon budini
Akodon budini је врста глодара из породице хрчкова (лат. Cricetidae). 

## Распрострањење
Врста је присутна у Аргентини и Боливији.

## Станиште
Станишта врсте су шуме и планине. Врста је присутна на планинском венцу Анда у Јужној Америци, на висинама од 800 до 2.500 метара.

## Угроженост
Ова врста је наведена као последња брига, јер има широко распрострањење и честа је врста.